# Predictor@home
Predictor@home es un proyecto de computación distribuida que utiliza a BOINC como su plataforma de cómputo. Fue establecido por el Scripps Research Institute para predecir la estructura de una proteína a partir de su secuencia en el contexto del sexto CASP (Critical Assessment of Techniques for Protein Structure Prediction). La meta principal del proyecto es probar y evaluar nuevos algoritmos para predecir estructuras proteicas conocidas y desconocidas. El proyecto es ahora dirigido por la Universidad de Míchigan.
Predicto@home es complementario a Folding@home. Mientras que Folding estudia la dinámica involucrada en el pliegue proteico, Predictor@home busca la predicción estructural terciaria de la misma. Los dos proyectos difieren en la infraestructura que ellos utilizan. Predictor@home utiliza BOINC, mientras que Folding@home mantiene su propia infraestructura independiente.
Sin embargo, Predictor@home compite con otro proyecto BOINC, Rosetta@home. Cada uno está probando distintos métodos para predecir la estructura terciara proteica por su rapidez y fiabilidad.

## Historia
El 6 de septiembre de 2006, Predictor@home fue temporalmente tomado fuera de línea, donde dejó de enviar workunits. 
En mayo de 2008, el proyecto fue revertido a estado alfa, experimentando con nuevos métodos.
Durante el verano de 2008, los servidores del proyecto fueron movidos a la Universidad de Míchigan.
Desde diciembre de 2008, el proyecto no había enviado trabajo por varios meses. Los sitios web de estadísticas BOINC no eran capases de obtener data XML, ya que esto fue suspendido por el equipo del proyecto.
El 10 de junio de 2009, la página web de Predictor@home junto con su foro dejaron de funcionar y parecen haber sido cerrados.